# Jack Klugman
Jacob Joachim "Jack" Klugman, född 27 april 1922 i Philadelphia, Pennsylvania, död 24 december 2012 i Northridge, Kalifornien, var en amerikansk skådespelare.
Denne ytterst mångsidige karaktärsskådespelare i såväl film som på scen och TV har ett brett register, från komediroller till lömska och ondskefulla karaktärer. 
Han hade en mängd olika arbeten medan han lärde upp sig som skådespelare vid American Wing of Theater i New York. Scendebut 1949, filmdebut 1956. Bland de filmer han medverkat i märks 12 edsvurna män (1957) och Dagen efter rosorna (1962). 
Det är emellertid på TV som han har haft sina största framgångar och han har erhållit flera Emmyutmärkelser genom åren, bland annat för rollen som Oscar Madison i den populära TV-serien Omaka par (1970-1974).
För svensk TV-publik även känd som rättsläkaren i TV-serien Quincy 1976-1983.